# Họ Cá lù đù
Họ Cá đù hay họ Cá lù đù (danh pháp khoa học: Sciaenidae) là một họ cá thuộc bộ Cá vược (Perciformes) sống ngoài biển và phân bố ở vùng biển nhiệt đới, cận nhiệt đới. Có khoảng 270 loài trong 70 chi thuộc họ cá này. Ở Việt Nam có 20 loài, đáng kể nhất là cá lù đù bạc (Argyrosomus argentatus), chiếm sản lượng lớn trong tổng số cá khai thác được ở vịnh Bắc Bộ, ngoài ra con nhiều loại khác nhau như cá lù đù kẽm, cá lù đù sóc, cá lù đù lỗ tai đen, cá lù đù đỏ dạ, cá lù đù măng đen.

## Đặc điểm sinh học
Họ cá lù đù nhìn chung có đặc điểm khá giống nhau là có thân bầu dục dài, hơi dẹt bên, đầu to, vây lưng chia 2 đoạn: đoạn trước có tia gai cứng, đoạn sau mềm. Răng của cá nhỏ. Bóng hơi lớn, dày, ở một số loài bóng hơi phát ra âm thanh riêng để thông tin cho đồng loại
Họ Cá lù đù nhiều thịt và ít xương hơn, phần thân sau của cá có nhiều mỡ, rất béo. Thịt cá lù đù có ngọt, bùi bùi riêng phần đuôi có mỡ nên béo. Loại cá này có vị ngọt dịu, deo dẻo và đặc biệt thịt mềm, hậu bùi. Theo quan điểm truyền thống và các thầy thuốc cổ đại đều coi đây là món ăn giàu chất dinh dưỡng.
Cá sống gần bờ và rất tạp ăn. Họ cá này thường sống đàn lớn ở vùng đáy bùn cát, thường núp trong những rạn, hốc đá. Thức ăn của cá rất đa dạng vì cá thuộc loại tạp ăn.

## Các chi, loài đặc trưng

Cá lù đù bạc

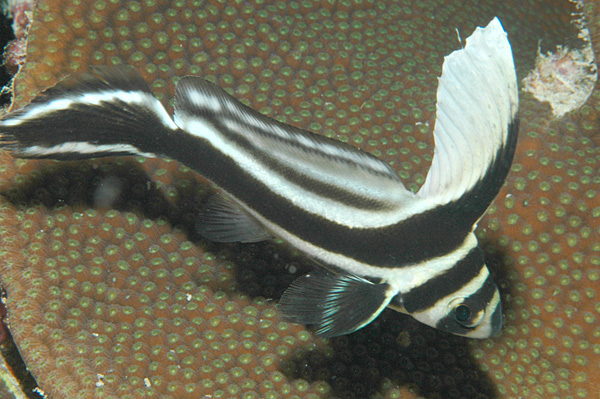

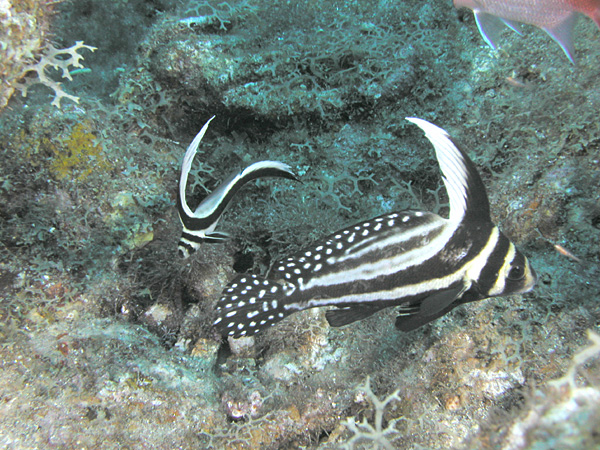

- Aplodinotus
- Argyrosomus
- Aspericorvina
- Atractoscion
- Atrobucca
- Austronibea
- Bahaba
- Bairdiella
- Boesemania
- Cheilotrema
- Chrysochir
- Cilus
- Collichthys
- Corvula
- Ctenosciaena
- Cynoscion
- Daysciaena
- Dendrophysa
- Elattarchus
- Equetus
- Genyonemus
- Isopisthus
- Johnius
- Kathala
- Larimichthys
- Larimus
- Leiostomus
- Lonchurus
- Macrodon
- Macrospinosa
- Megalonibea
- Menticirrhus
- Micropogonias
- Miichthys
- Miracorvina
- Nebris
- Nibea
- Odontoscion
- Ophioscion
- Otolithes
- Otolithoides
- Pachypops
- Pachyurus
- Panna
- Paralonchurus
- Paranibea
- Pareques
- Pennahia
- Pentheroscion
- Plagioscion
- Pogonias
- Protonibea
- Protosciaena
- Pseudosciaena
- Pseudotolithus
- Pteroscion
- Pterotolithus
- Roncador
- Sciaena umbra
- Sciaenops
- Seriphus
- Sonorolux
- Stellifer
- Totoaba
- Umbrina

## Sử dụng
Cá lù đù với chất lượng thịt ngon được dùng làm thực phẩm chế biến nhiều món ngon, hợp khẩu vị với thực khách, đặc biệt là giá cả phải chăng Cá đù nấu canh ngót là món ngon truyền thống ở nhiều vùng duyên hải Trung và Nam bộ. Một số món ăn tiêu biểu từ cá lù đù như: Một số món ăn như cá lù đù chiên giòn, khô cá lù đù thịt dày chế biến theo cách chiên thường ngon hơn nướng, chiên sốt. Đặc biệt là món khô cá lù đù một nắng, không phải tất cả các loại cá đù đều có thể trở thành nguyên liệu làm khô cá đù một nắng. Cá đù sóc, loại có kích thước lớn gần 2 – 3 lần các loại thông thường mới có thể sử dụng cho loại đặc sản này. Đây là loại cá béo với rất nhiều mỡ trong cơ thể, mỗi kg khoảng 10 – 12 con. Tuy vậy có khuyến cáo cho một số đối tượng không nên ăn loại cá này vì cá gây lạnh sinh khí rất dễ làm phát sinh bệnh hoặc khiến tình trạng bệnh trầm trọng thêm, nên người bị viêm thận không nên ăn nhiều.

## Hình ảnh

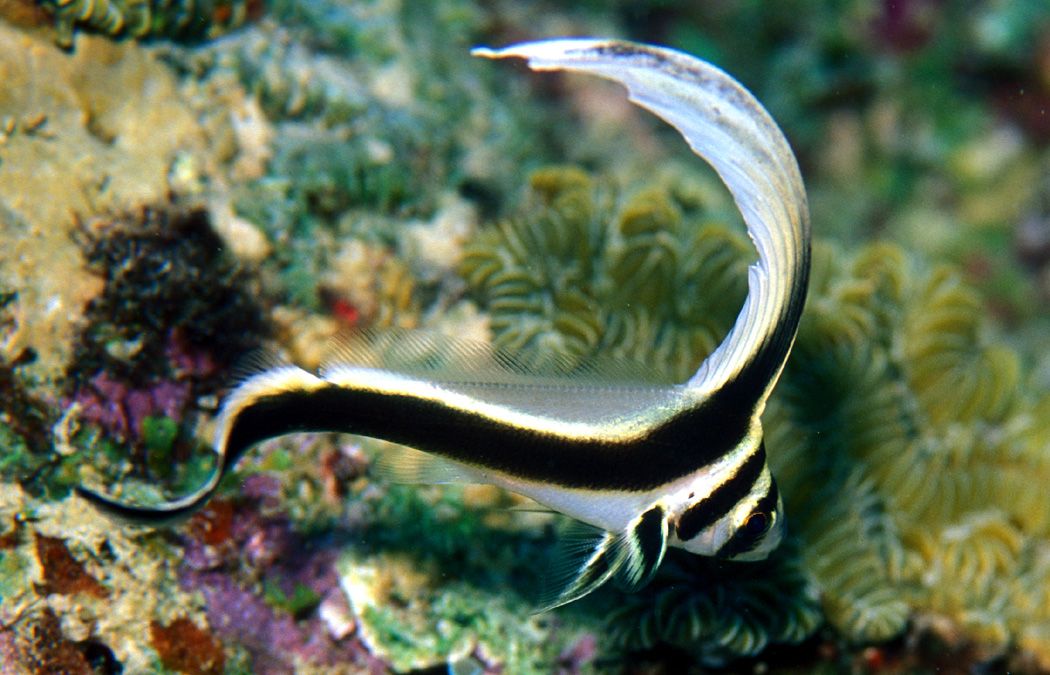
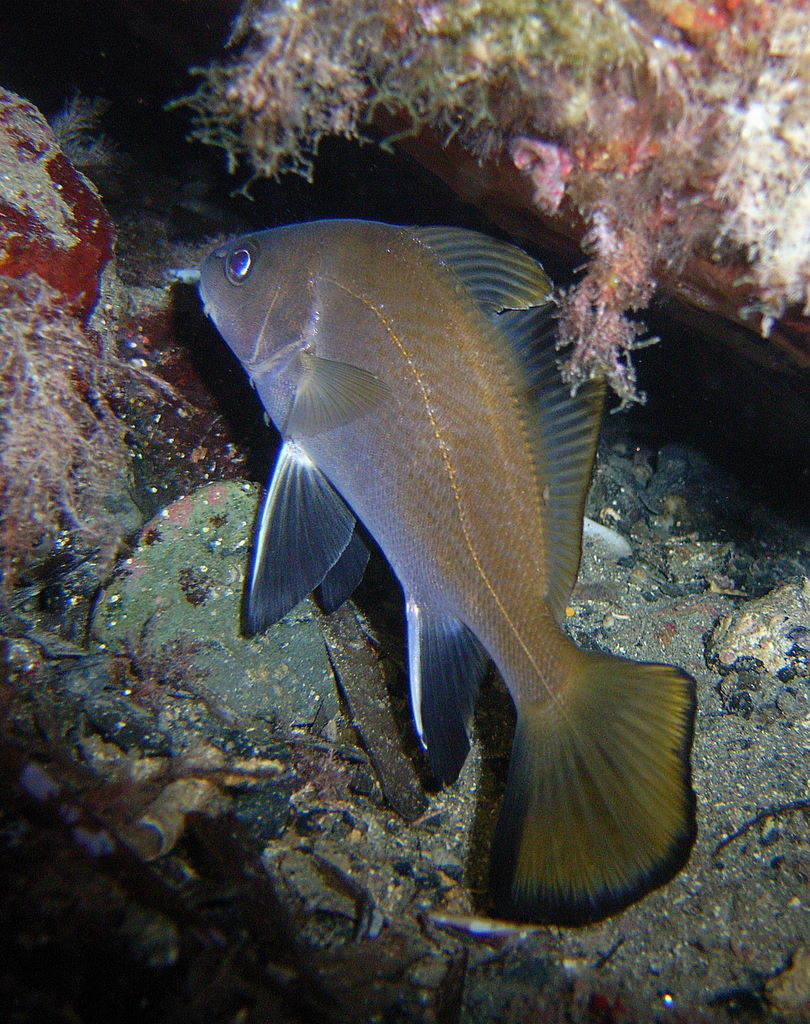
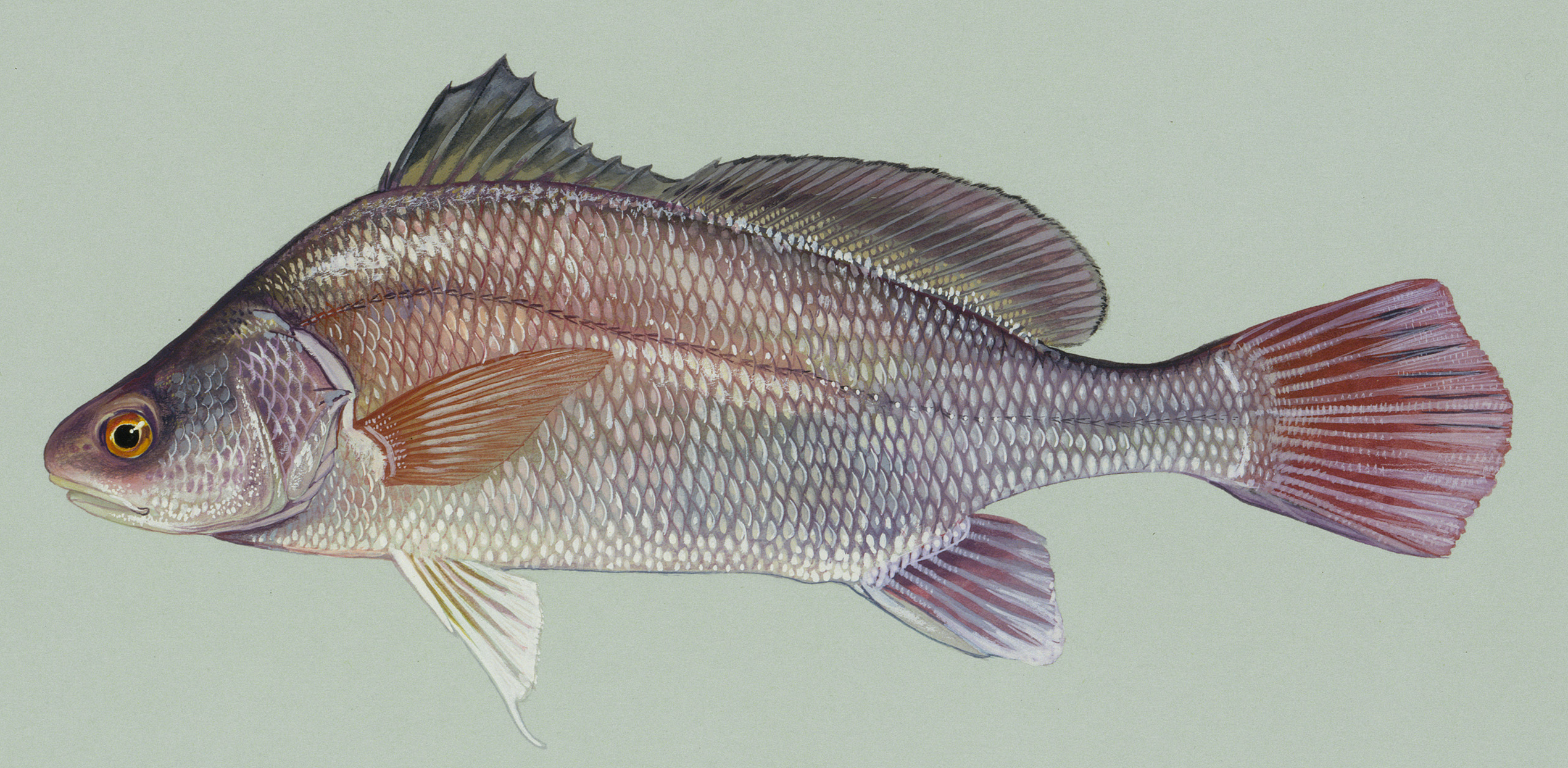
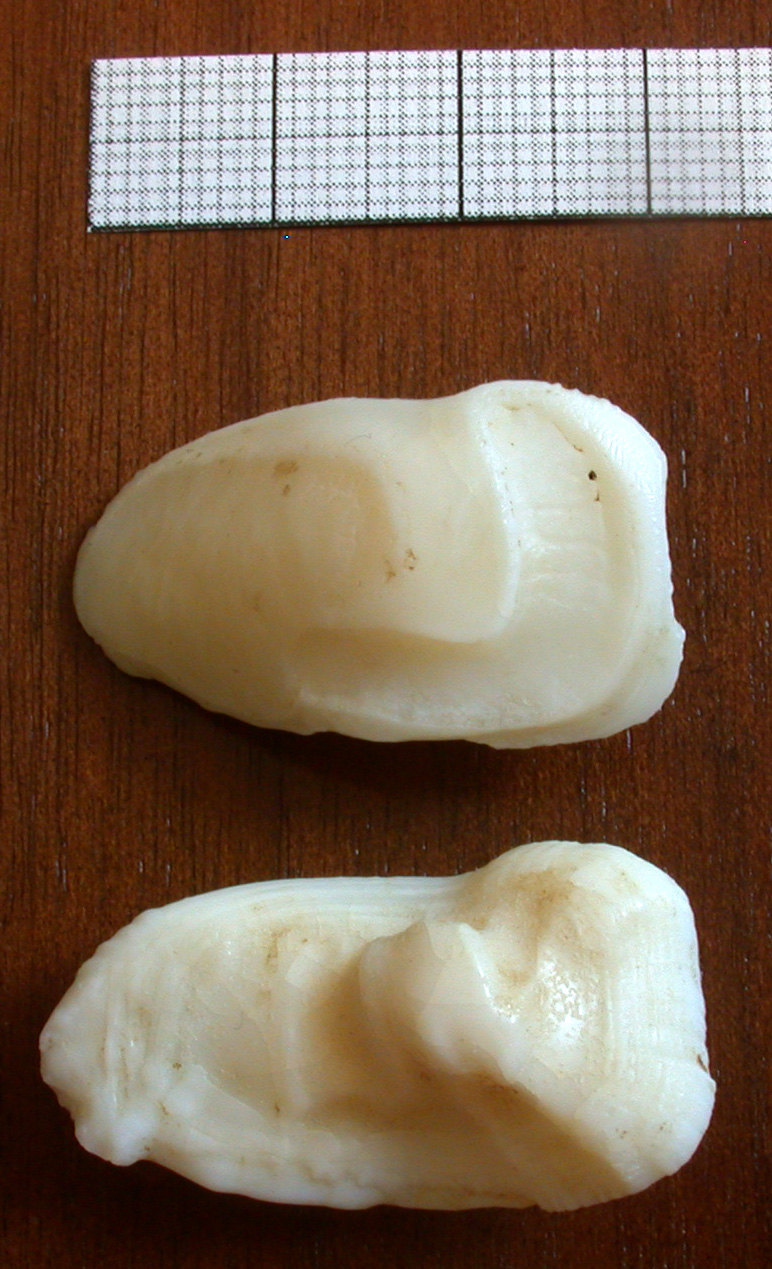